# Marie Jules César Savigny
Marie Jules César Lelorgne de Savigny (Provins (Sena i Marne), 5 d'abril de 1777-Saint-Cyr-l'École, 5 d'octubre de 1851) va ser un zoòleg francès.
Savigny nasqué a Provins. El 1798 viatjà a Egipte formant part de l'expedició organitzada per Napoleó Va contribuir a la confecció de l'obra de 1809, Description de l'Égypte. Va descriure la fauna del Mar Mediterrani i va descobrir que les parts bucals dels artròpodes eren extremitats transformades. Treballà al Museu Nacional d'Història Natural

## Algunes espècies a les quals va donar nom Savigny
- Tethyum savignyi
- Trididemnum savignii (Herdman, 1886)
- Sepia savignyi (H. de Blainville, 1827)
- Mitra savignyi (Payraudeau, 1826)
- Anachis savignyi (Moazzo, 1939)
- Savignyella (Levinsen, 1909)
- Ophiactis savignyi (J. Müller & Troschel, 1842; Ljungman, 1867)
- Siderastrea savignyana (Milne Edwards & Haime, 1850)
- Microcosmus savignyi (Monniot, 1962)
- Dynamenella savignii (H. Milne Edwards, 1840)
- Leptochelia savignyi (Krøyer, 1842)
- Savignyella Levinsen (1900)
- Planaxis savignyi (Deshayes, 1844)
- Vexillum savignyi (Payraudeau, 1826)
- Diadema savignyi (Michelin, 1845)
- Thais savignyi (G. P. Deshayes, 1844)
- Goniopora savignyi (Dana, 1846)
- Loimia savignyi (M'Intosh, 1885)
- Ciona savignyi
- Hyla savignyi (Audouin, 1827)